# Kreis Danziger Niederung
Der Kreis Danziger Niederung war von 1887 bis 1920 ein  Landkreis im Regierungsbezirk Danzig der preußischen Provinz Westpreußen. Von 1920 bis 1939 bestand er als Landkreis Danziger Niederung in der Freien Stadt Danzig fort. Sein Gebiet liegt heute in der polnischen Woiwodschaft Pommern.

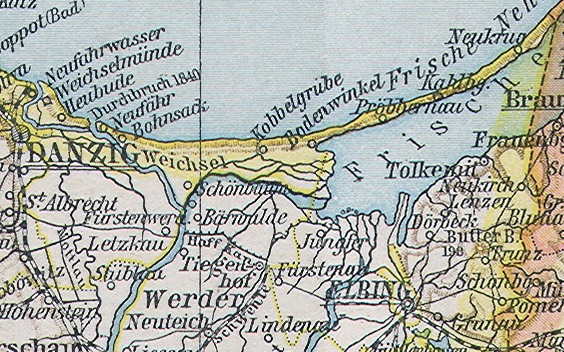
Der Kreis Danziger Niederung

Die Provinz Westpreußen
Regierungsbezirk Marienwerder
Regierungsbezirk Danzig

## Verwaltungsgeschichte

### Deutsches Reich
Durch das kontinuierliche Anwachsen der Bevölkerung im 19. Jahrhundert erwiesen sich die Flächen mancher Kreise in Westpreußen als zu groß. Eine Verkleinerung der Kreise erschien erforderlich. Dadurch entstanden am 1. Oktober 1887 auf dem Gebiet des Landkreises Danzig die neuen Kreise Danziger Höhe und Danziger Niederung, während der südliche Teil des Landkreises Danzig an den neu eingerichteten Kreis Dirschau fiel.
Das Kreisgebiet umfasste das Danziger Werder (auch Kleines Werder) im Weichseldelta und den westlichen Teil der Frischen Nehrung (Neue Binnennehrung). Die Landratsämter für die beiden neuen Danziger Kreise wurden in Danzig eingerichtet. Am 15. November wurde der Gutsbezirk Holm und am 1. April 1907 wurde die Gemeinde Troyl in den Stadtkreis Danzig eingemeindet. Am 1. April 1914 folgten die Gemeinden Heubude, Krakau und Weichselmünde sowie der Gutsbezirk Rieselfeld.

### Freie Stadt Danzig

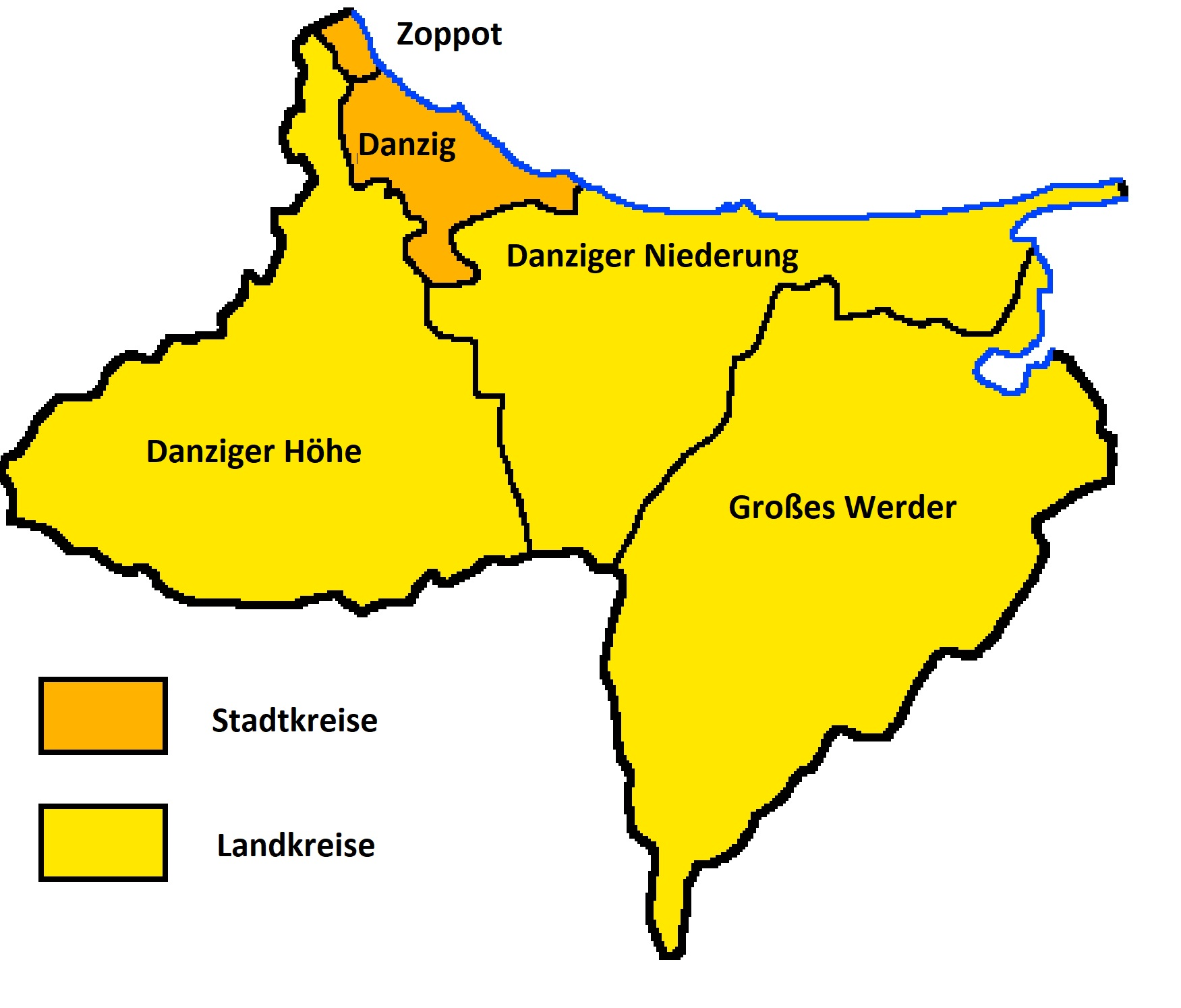
Staatsgebiet der Freien Stadt mit den zwei Stadtkreisen (orange) und drei Landkreisen (gelb), die Danziger Niederung in Zentrum und Nordosten

Mit dem Inkrafttreten des Versailler Vertrages am 10. Januar 1920 fiel der Kreis Danziger Niederung an die neugebildete Freie Stadt Danzig. Dabei trat der Kreis die auf der Frischen Nehrung gelegenen Gemeinden Kahlberg, Narmeln, Neukrug und Vöglers an den im Deutschen Reich verbliebenen Landkreis Elbing ab. Aus dem aufgelösten Kreis Dirschau kamen die östlich der Eisenbahn Dirschau–Hohenstein liegenden Gemeinden Güttland, Kriefkohl und Stüblau zum Kreis Danziger Niederung. Der Kreis hieß seitdem entsprechend der neuen Danziger Verfassung Landkreis Danziger Niederung.
Zum 24. Dezember 1920 wurde die Nordostgrenze der Freien Stadt Danzig zu Gunsten des Deutschen Reiches dahingehend abgeändert, dass auch die Landgemeinde Pröbbernau aus dem Landkreis Danziger Niederung an den Landkreis Elbing fiel. Zum 1. Oktober 1929 fand wie im Deutschen Reich (Preußen) eine Gebietsreform statt, bei der bis auf den Forstgutsbezirk Steegen alle Gutsbezirke aufgelöst und benachbarten Landgemeinden zugeteilt wurden. Zum 15. August 1933 wurden die Gemeinden Bürgerwiesen, Groß Walddorf und Klein Walddorf aus dem Landkreis Danziger Niederung in den Stadtkreis Danzig eingemeindet.

### Nationalsozialistische Periode
Zwar hatte das Gebiet der Freien Stadt Danzig nicht zu Polen gehört, doch wurde es zeitgleich mit dem Überfall auf Polen am 1. September 1939 vom Deutschen Reich annektiert. Am 1. Oktober 1939 wurde der östlich der Weichsel gelegene Teil des Landkreises Danziger Niederung mit dem Landkreis Großes Werder vereinigt und am 1. Dezember 1939 wurde der verbleibende Teil des Landkreises Danziger Niederung in den neugebildeten Landkreis Danzig eingegliedert.
Im äußersten Nordosten des Landkreises Danziger Niederung wurde ab 1. September 1939 das KZ Stutthof errichtet und bis 1945 betrieben. Mindestens 110.000 Menschen waren insgesamt in diesem Konzentrationslager inhaftiert, wovon ungefähr 65.000 umkamen.
Im Frühjahr 1945 wurde das ehemalige Kreisgebiet durch die Rote Armee besetzt. Nach Einstellung der Kampfhandlungen wurde die Region mit Ausnahme militärischer Sperrgebiete seitens der sowjetischen Besatzungsmacht der Volksrepublik Polen zur Verwaltung überlassen. In der Folgezeit wurde die einheimische Bevölkerung mit wenigen Ausnahmen von der polnischen Administration aus dem ehemaligen Kreisgebiet vertrieben.

## Landräte
- 1887:00000Archibald von Gramatzki (1837–1913)
- 1895–1919: Brandt
- 1921–1934: Paul Walzer (1879–1936)
- 1934–1939: Erwin Johst (1909–1956)

## Bevölkerung

### Einwohnerentwicklung
| - 18900034.024 - 19000036.135 - 19100036.345 |

### Konfessionen
| Jahr | evangelisch | evangelisch | katholisch | katholisch | jüdisch | jüdisch |
| ---- | ----------- | ----------- | ---------- | ---------- | ------- | ------- |
| Jahr | absolut     | %           | absolut    | %          | absolut | %       |
| 1890 | 29.478      | 86,6        | 4.138      | 12,2       | 69      | 0,2     |
| 1910 | 31.352      | 86,3        | 4.481      | 12,3       | 32      | 0,1     |

## Gemeinden

### Stand 1939
Der Landkreis Danziger Niederung in der Freien Stadt Danzig umfasste zum Ende seines Bestehens 1939 die folgenden Landgemeinden:
- Bodenwinkel
- Bohnsack
- Bohnsackerweide
- Breitfelde
- Einlage
- Fischerbabke
- Freienhuben
- Gemlitz
- Glabitsch
- Gottswalde
- Grebinerfeld
- Groschkenkampe
- Groß Plehnendorf
- Groß Zünder
- Güttland
- Haus- u. Laschkenkampe
- Herren- u. Mönchengrebin
- Herzberg
- Hochzeit
- Junkeracker
- Junkertroyl
- Käsemark
- Klein Plehnendorf
- Klein Zünder
- Krampitz
- Kriefkohl
- Landau
- Langfelde
- Letzkau
- Letzkauerweide
- Müggenhahl
- Nassenhuben
- Neuendorf
- Neufähr
- Neunhuben
- Nickelswalde
- Osterwick
- Pasewark
- Poppau
- Prinzlaff
- Quadendorf
- Reichenberg
- Rostau
- Scharfenberg
- Schiewenhorst
- Schmerblock
- Schnakenburg
- Schönau
- Schönbaum
- Schönbaumerweide
- Schönrohr
- Sperlingsdorf
- Steegen
- Steegnerwerder
- Stüblau
- Stutthof
- Trutenau
- Vogelsang
- Weßlinken
- Wordel
- Wossitz
- Wotzlaff
- Zugdam

Zum Landkreis gehörte außerdem der Forstgutsbezirk Steegen.

### Vor 1939 ausgeschiedene Gemeinden
- Bürgerwiesen, 1933 zum Stadtkreis Danzig
- Groß Walddorf, 1933 zum Stadtkreis Danzig
- Heubude, 1914 zum Stadtkreis Danzig
- Kahlberg, 1920 zum Landkreis Elbing
- Klein Walddorf, 1933 zum Stadtkreis Danzig
- Krakau, 1914 zum Stadtkreis Danzig
- Narmeln, 1920 zum Landkreis Elbing
- Neukrug, 1920 zum Landkreis Elbing
- Pröbbernau, 1920 zum Landkreis Elbing
- Troyl, 1907 zum Stadtkreis Danzig
- Vöglers, 1920 zum Landkreis Elbing
- Weichselmünde, 1914 zum Stadtkreis Danzig